# Orchidantha

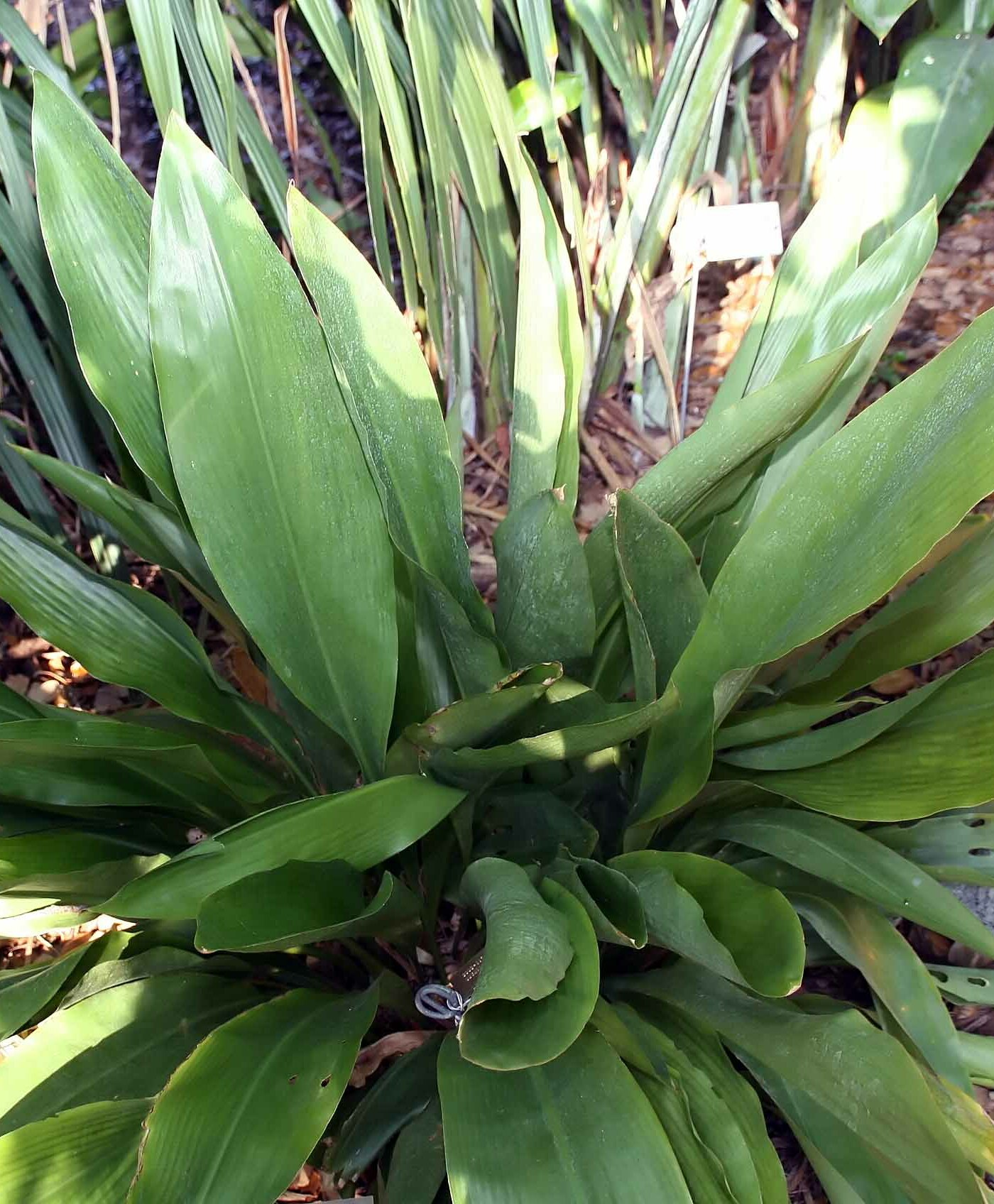
Orchidantha fimbriata

Orchidantha és l'únic gènere de la família de les lowiàcies (Lowiaceae), una família monotípica de plantes angiospermes de l'ordre de les zingiberals (Zingiberales), dins del clade de les commelínides, un subclade de les monocotiledònies.

## Distribució
Són plantes natives de la zona que va del sud de la Xina fins a l'illa de Borneo. La seva filogènia explica la seva distribució geogràfica, es van originar a l'illa de Borneo, on es troba el clade més antic, i des d'allà es van anar dispersant a través de les illes de la Sonda, fins a Indoxina, on es troba el clade més recent.

## Descripció
Són plantes herbàcies perennes rizomatoses, fulles lanceolades enteres. Les flors, pudents, són hermafrodites, tenen tres sèpals i tres pètals soldats en la seva base. inflorescències indeterminades, monopòdiques, amb flors solitàries en determinades branques. L'androceu està format per cinc estams. Al gineceu hi ha tres carpels soldats, l'ovari, que és súper. Pol·linització per insectes, entomòfila. El fruit és una càpsula.

## Taxonomia
Aquest gènere va ser publicat per primer cop l'any 1886 a la revista Gardeners' Chronicle de Londres pel botànic anglès Nicholas Edward Brown (1849-1934).
 La família de les lowiàcies va ser publicada l'any 1924 al quart volum de l'obra The Flora of the Malay Peninsula pel botànic anglès Henry Nicholas Ridley (1855-1956).

### Espècies
Dins d'aquest gènere es reconeixen les 32 espècies següents:
- Orchidantha anthracina H.Ð.Trần, Luu & Škorničk.
- Orchidantha borneensis N.E.Br.
- Orchidantha chinensis T.L.Wu
- Orchidantha crassinervia P.Zou & X.A.Cai
- Orchidantha fimbriata Holttum
- Orchidantha foetida Jenjitt. & K.Larsen
- Orchidantha gigantea Škorničk. & A.Lamb
- Orchidantha grandiflora Mood & L.B.Pedersen
- Orchidantha holttumii K.Larsen
- Orchidantha inouei Nagam. & S.Sakai
- Orchidantha insularis T.L.Wu
- Orchidantha ismailii Škorničk. & A.Lamb
- Orchidantha jiewhoei Škorničk. & A.Lamb
- Orchidantha laotica K.Larsen
- Orchidantha lengguanii Škorničk.
- Orchidantha longiflora (Scort.) Ridl.
- Orchidantha lutescens Škorničk. & A.Lamb
- Orchidantha maxillarioides (Ridl.) K.Schum.
- Orchidantha megalantha Škorničk. & A.D.Poulsen
- Orchidantha micrantha Škorničk. & A.D.Poulsen
- Orchidantha nilusii Škorničk. & A.Lamb
- Orchidantha quadricolor L.B.Pedersen & A.Lamb
- Orchidantha ranchanensis Syauqina & Meekiong
- Orchidantha sabahensis A.Lamb & L.B.Pedersen
- Orchidantha sarawakensis Syauqina & Meekiong
- Orchidantha siamensis K.Larsen
- Orchidantha stercorea H.Ð.Tran & Škorničk.
- Orchidantha suratii L.B.Pedersen, J.Linton & A.Lamb
- Orchidantha ultramafica Škorničk. & A.Lamb
- Orchidantha vietnamica K.Larsen
- Orchidantha virosa Škorničk. & Q.B.Nguyen
- Orchidantha yunnanensis P.Zou, C.F.Xiao & Škorničk.